# André Tanca de Logudoro
André I (m. 1073), conhecido como André Tanca, foi Juíz-Rei de Torres (Logudoro) entre c.1064 e a sua morte. Governou conjuntamente com o suposto pai, Torquitório Barisão de Lacon Gunale. A sua morte precedeu a do pai, e quem sucedeu foi Mariano, seu filho (ou alternativamente irmão ou sobrinho). Pouco se sabe sobre este juíz, excetuando o facto que foi um doador da Abadia de Montecassino.